# Exoneura obscura
Exoneura obscura là một loài Hymenoptera trong họ Apidae. Loài này được Alfken mô tả khoa học năm 1907.